# Julie Berthelsen
Julie Ivalo Broberg Berthelsen (Aarhus, 7 de junio de 1979) es una cantautora danesa.
Creció en Nuuk, la capital de Groenlandia y se hizo muy conocida tras su aparición en el programa televisivo Popstars, aunque quedó en segundo lugar. 
Ha tenido varias actuaciones importantes, como por ejemplo delante de la familia real danesa en el Palacio de Christiansborg.

## Discografía
- Home (2003)
- Julie (2004)
- Asasara (2007)
- Lige nu (2009)
- Closer (2010)